# Clark Smith
Clark Smith (Denver, 17 april 1995) is een Amerikaanse zwemmer. Hij vertegenwoordigde zijn vaderland op de Olympische Zomerspelen 2016 in Rio de Janeiro. Smith is de zoon van oud-zwemster Tori Trees, zij werd vijfde op de 200 meter rugslag tijdens de Olympische Zomerspelen van 1984 in Los Angeles.

## Carrière
Op de 2016 US Olympic Trials in Omaha (Nebraska) kwalificeerde Smith zich, op de 4x200 meter vrije slag, voor de Olympische Zomerspelen 2016 in Rio de Janeiro. In Brazilië zwom hij samen met Jack Conger, Gunnar Bentz en Ryan Lochte in de series, in de finale werd Lochte samen met Conor Dwyer, Townley Haas en Michael Phelps olympisch kampioen. Voor zijn aandeel in de series werd Smith beloond met eveneens de gouden medaille.

## Internationale toernooien
| Jaar | Olympische Spelen                              | WK langebaan | WK kortebaan  | PanPacs |
| ---- | ---------------------------------------------- | ------------ | ------------- | ------- |
| 2016 | 4x200m vrije slag · Smith zwom enkel de series |              | 6-11 december |         |

## Persoonlijke records
Bijgewerkt tot en met 9 augustus 2016
Langebaan
| Afstand          | Tijd    | Datum           | Plaats         |
| ---------------- | ------- | --------------- | -------------- |
| 200m vrije slag  | 1.47,20 | 9 augustus 2016 | Rio de Janeiro |
| 400m vrije slag  | 3.45,74 | 26 juni 2016    | Omaha          |
| 200m vlinderslag | 1.57,59 | 7 augustus 2015 | San Antonio    |